# 福田たね
福田 たね（ふくだ たね、1885年〈明治18年〉1月25日 - 1968年〈昭和43年〉5月17日）は、日本の洋画家。洋画家・青木繁の内縁の妻。音楽家・福田蘭童の母。元ハナ肇とクレージーキャッツ・石橋エータローの祖母。

## 経歴・人物
1885年（明治18年）1月25日、栃木県芳賀郡水橋村（現：芳賀町）で呉服屋の次女として生まれる。1897年（明治30年）頃から絵を習い始め、1899年（明治32年）18歳の時、画家修業のため上京し五百城文哉に入門。1903年（明治36年）東京の洋画塾不同舎に入る。
1904年（明治37年）、青木繁らの館山の写生旅行に同行、懐妊、1905年（明治38年）茨城県真壁郡伊讃村川島（現在の筑西市）で一児・幸彦（作曲家・福田蘭童）をもうけた。戸籍上は、たねの父・福田豊吉の子として届けられた。翌年1906年（明治39年）幸彦とともに郷里の栃木県水橋村に帰郷。同年末、たねの実家に青木が身をよせ「わだつみのいろこの宮」を制作した。1907年（明治40年）、青木と離別。
その後、1910年（明治43年）地元の野尻長十郎と結婚、7人の子をもうける。夫の死後、制作活動を再開し、1956年（昭和31年）示現会展に70歳で初入選。1962年（昭和37年）、館山市布良に青木繁《海の幸》記念碑建立の際、蘭童とともに除幕式に参列。1968年（昭和43年）5月17日没、83歳。
青木作品のモデルで“青木ロマン”のヒロインでもある。

## 記念碑
福田たねの実家があった芳賀町東高橋地内（国道123号　五行橋付近）に青木繁とたね、二人の息子の幸彦（福田蘭童）が刻まれた「ロマンの碑」がある。1974年に栃木県立美術館が開催した「青木繁・福田たねのロマン展」を契機に、約1000万円の募金が集められ、益子町在住の彫刻家和久奈南都留（ワグナー・ナンドール）の設計と制作により1976年に完成した。しかし「ロマンの碑」については2023年7月11日に盗難が確認された。芳賀町は、寄付を募りブロンズ製から陶器製に変更して復元し、2025年3月23日に除幕式が行われた。
なお、青木は、1906年たね宅逗留中に「わだつみのいろこの宮」（石橋美術館所蔵、重要文化財）を制作している。